# Hereford (Texas)
Hereford város az USA Texas államában. Lakosainak száma 14 972 fő (2020. április 1.).

## Népesség
A település népességének változása:
| Lakosok száma | 14 597 | 15 370 | 14 972 |
|               | 2000   | 2010   | 2020   |